# Чухнов, Владимир Петрович
Влади́мир Петро́вич Чухно́в (29 августа 1948, Московская область — 14 июня 2016, Москва) — советский и российский пианист. Заслуженный артист России (2014).

## Биография
Начал учиться музыке в возрасте 6 лет, когда поступил в Центральную Среднюю Специальную музыкальную школу при Московской консерватории, где занимался по классу фортепиано у И. Р. Клячко. Окончил школу в 1966 году с Золотой медалью.
С 1966 по 1971 год учился в Московской консерватории в классе М. С. Воскресенского.
Отслужив в армии, в течение пяти лет работал преподавателем фортепиано в Педагогическом училище номер 7 в Армянском переулке в Москве. В это же время, в начале 1970-х годов несколько лет являлся постоянным приглашённым пианистом в Московском государственном академическом симфоническом оркестре под управлением В. Дударовой. В середине 1970-х годов два года работал в Москонцерте личным аккомпаниатором выдающегося советского балалаечника, народного артиста СССР Павла Ивановича Нечепоренко.
В 1978 году Владимир Чухнов поступил по конкурсу в Большой Симфонический Оркестр под управлением В. Федосеева и работал там 15 лет.
В 1993 году пианист принял предложение перейти в Академический симфонический оркестр Московской Филармонии, главным дирижёром которого был В. Синайский, и проработал там 10 лет.
В 2003 году поступил по конкурсу в оркестр Большого театра России, главным дирижёром и художественным руководителем которого в то время являлся А. А. Ведерников.
Богатый и разнообразный репертуар театра раскрыл много новых граней творчества пианиста. Исполнял сольные фортепианные партии в спектаклях «Моцарт и Сальери», «Утраченные иллюзии», «Балеты Баланчина» («Тарантелла»), «Драгоценности» («Рубины»), проекте «Отражения» («Думка» П. И. Чайковского) и многих других.
В 2010 году Владимир Чухнов стал лауреатом премии Попечительского Совета Большого театра России в 234-м сезоне.
В 2014 году ему было присвоено звание Заслуженный артист Российской Федерации.
В интервью газете «Большой театр» (номер 8, октябрь 2010) он сказал:

То, что меня взяли в Большой — подарок судьбы… Эта победа для меня самая важная… Я здесь себя чувствую на своём месте с первого дня… Такого количества выдающихся личностей, как в Большом, нет нигде… Я работаю в театре только восьмой сезон, и могу только сожалеть, что не двадцать восьмой…

Владимир Чухнов ушёл из жизни 14 июня 2016 года.

## Семья
Жена (в браке с 1992 года) — Татьяна Николаевна Пономарёва, российская арфистка, солистка Академического симфонического оркестра Московской филармонии (с 1988).
Сын — Пётр Владимирович Чухнов (род. 1993), пианист.